# Yamaha EX5
Yamaha EX5 – syntezator, stacja robocza firmy Yamaha. Była produkowana w latach 1998-2000. 
EX5, wraz z wczesnymi modelami serii S, uważana jest za pierwowzór modelu Motif. Razem z EX7 należy do rodziny stacji roboczych Yamaha EX-series.

## Opis
EX5 posiada zielono-czarny wyświetlacz LCD o rozdzielczości 240x64 pikseli, kontroler Ribbon, Pitch oraz 2x Modulation. Wyposażony został w 512 brzmień fabrycznych, a użytkownik ma do dyspozycji 256 miejsc na swoje barwy. EX5 to jeden z niewielu syntezatorów/stacji roboczych Yamahy, które posiadają więcej niż jedną syntezę. Sam EX5 posiada 4 syntezy: AWM2, AN, VL i FDSP. EX5 wyposażony został w 108 efektów łącznie. Sekwencer z serii EX może zapisać 30 000 nut i nagrywać maksymalnie 16 ścieżek.